# Natalia Kuzyutina
Natalia Kuzyutina, née le 1er mars 1989, est une judokate russe en activité évoluant dans la catégorie des moins de 52 kg (poids mi-légers). Quadruple championne d'Europe, elle détient également une médaille olympique, le bronze lors des Jeux olympiques de 2016 et quatre médailles en championnats du monde, une d'argent et trois de bronze.

## Palmarès

### Palmarès international
| Année | Compétition           | Lieu           | Résultat | Catégorie      |
| ----- | --------------------- | -------------- | -------- | -------------- |
| 2009  | Championnats d'Europe | Tbilissi       | 1re      | Moins de 52 kg |
| 2010  | Championnats d'Europe | Vienne         | 1re      | Moins de 52 kg |
| 2010  | Championnats du monde | Tokyo          | 3e       | Moins de 52 kg |
| 2012  | Championnats d'Europe | Tcheliabinsk   | 2e       | Moins de 52 kg |
| 2013  | Championnats d'Europe | Budapest       | 1re      | Moins de 52 kg |
| 2014  | Championnats d'Europe | Montpellier    | 2e       | Moins de 52 kg |
| 2014  | Championnats du monde | Tcheliabinsk   | 3e       | Moins de 52 kg |
| 2015  | Jeux européens        | Bakou          | 3e       | Moins de 52 kg |
| 2016  | Jeux olympiques       | Rio de Janeiro | 3e       | Moins de 52 kg |
| 2017  | Championnats du monde | Budapest       | 3e       | Moins de 52 kg |
| 2018  | Championnats d'Europe | Tel Aviv       | 1re      | Moins de 52 kg |
| 2019  | Jeux européens        | Minsk          | 2e       | Moins de 52 kg |
| 2019  | Championnats du monde | Tokyo          | 2e       | Moins de 52 kg |